# 克丽丝廷·奥布赖恩
克丽丝廷·奥布赖恩（英語：Kristine O'Brien，1991年10月3日—），美国女子赛艇运动员。她曾代表美国参加世界赛艇锦标赛，获得二枚金牌、一枚银牌和一枚铜牌。她也曾参加2020年夏季奥运会。